# Жизнь с парнями
«Жизнь с парнями» (англ. Life With Boys) — канадский подростково-комедийный ситком, созданный Майклом Порейсом. Сериал повествует о жизни юной Тесс Фостер, её семье, друзьях и школе.
Премьера состоялась 9 сентября 2011 года на канадском канале YTV. Сериал также транслируется в 30 странах мира, в том числе в России и на Украине. «Жизнь с парнями» не был продлён на третий сезон и был завершён.

## О сериале
Сериал рассказывает о 14-летней Тэсс Фостер, о семье и друзьях. Тэсс думает об уроках и о моде. У Тесс есть подруга Элли, а она-настоящий эксперт по стилю и косметике. Старший сын семьи Тэсс – Гейб, ему 16. Гейб пользуется популярностью у девочек в школе. Также у Тэсс есть брат-близнец Сэм. Сэм влюблен в Элли. Самый младший из семьи Тэсс – Спенсер, ему 8. Он смышлён не по годам, но часто пользуется этим. Он хочет стать таким,как Гейб. Отец Джек – учитель физкультуры в школе. Тэсс занимается борьбой у него.

## Роли
| Персонаж       | Актёр               |
| -------------- | ------------------- |
| Тэсс Фостер    | Торри Уэбстер       |
| Элли Брукс     | Мэдисон Петтис      |
| Гейб Фостер    | Натан МакЛеод       |
| Сэм Фостер     | Майкл Мёрфи         |
| Спенсер Фостер | Джейк Гудман        |
| Джек Фостер    | Сэнди Джобин-Биванс |
| Эмма           | Саша Клементс       |